# تجمع عشورن (المهرة)

تعديل مصدري - تعديل

تجمع عشورن هو "تجمع بدوي" في  عزلة حات بمديرية حات التابعة لمحافظة المهرة، بلغ تعداد سكانها 86 نسمة حسب تعداد اليمن لعام 2004.